# Путилине
Пути́лине — село в Україні, у Новоайдарській селищній громаді Щастинського району Луганської області. Населення становить 12 осіб.

## Населення
За даними перепису 2001 року населення села становило 57 осіб, з них 21,05% зазначили рідною українську мову, 77,19% — російську, а 1,76 — іншу.